# Mauritius Telecom Tower
Mauritius Telecom Tower – wieżowiec w Port Louis na Mauritiusie. Jest drugim pod względem wysokości budynkiem na Mauritiusie (po Bank of Mauritius Tower) i mieści w nim siedzibę firma Mauritius Telecom. Jego wysokość do dachu wynosi 88 m, ale mierzona wraz z dwóch piorunochronami ma 101 m wysokości. 
21 czerwca 2012 roku wspiął się na niego Alain Robert.